# Палац Люцерна
Палац Люцерна (чеськ. Palác Lucerna) — торгово-розважальний центр, центр мистецтв, концертний зал, будівля № 704 між вулицями Степанська, 61 та Водичкова, 36 в Новому місті Праги. З 1 липня 2017 року він є пам'яткою національної культури Чеської Республіки.

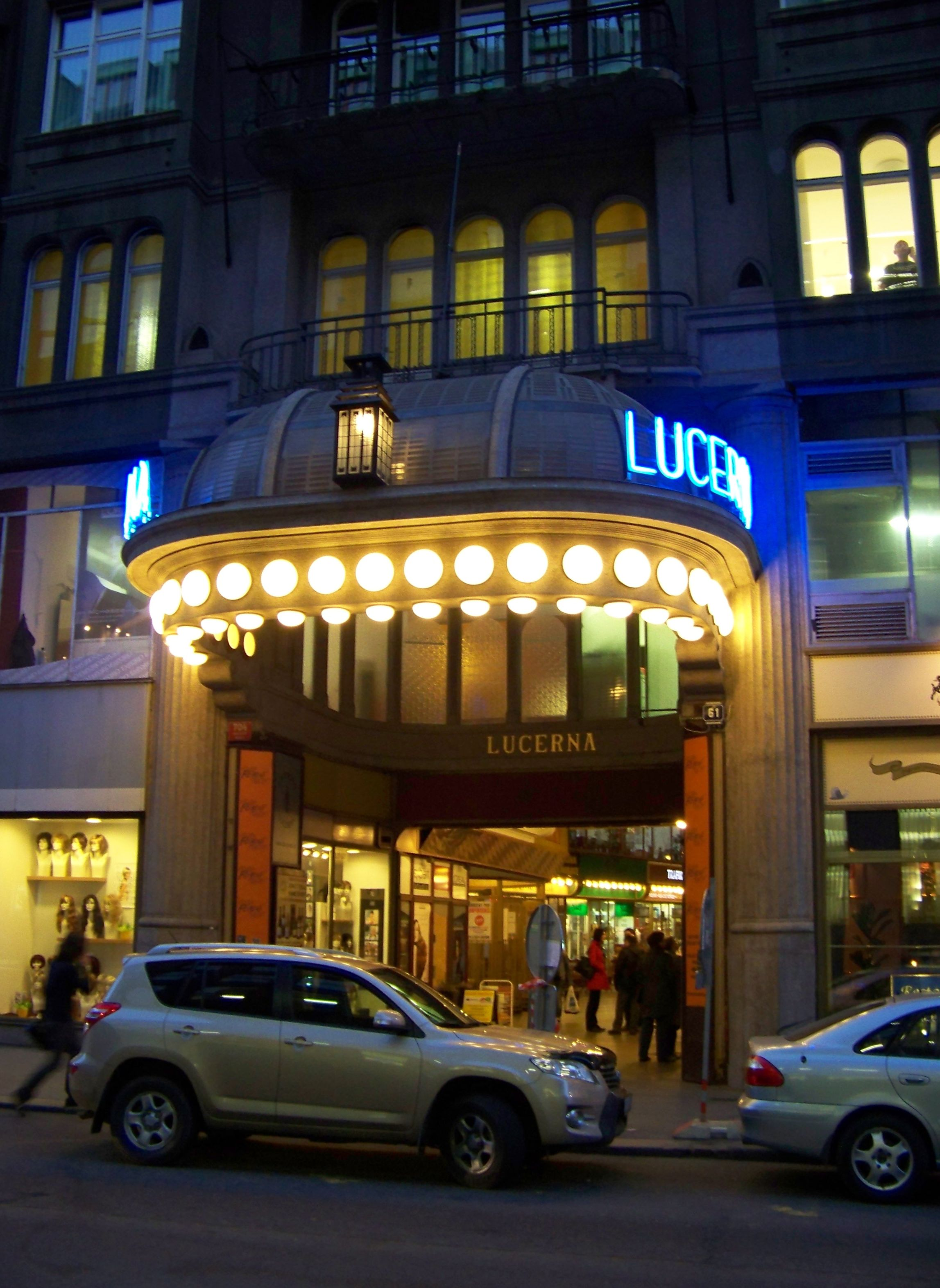
Вхід до палацу Люцерна з вулиці Степанська. 2011

## Конструкція
Палац Люцерна це комплекс будівель у центрі Праги, у верхній частині Вацлавської площі. Він був побудований протягом 1907—1921 років інженером Вацлавом Гавелом, дідом Вацлава Гавела, згодом президента Чехії. Спочатку будівлі мали слугувати як хокейний стадіон, але концепція була змінена і палац став торгово-розважальним центром з вражаючими інтер'єрами та архітектурою.

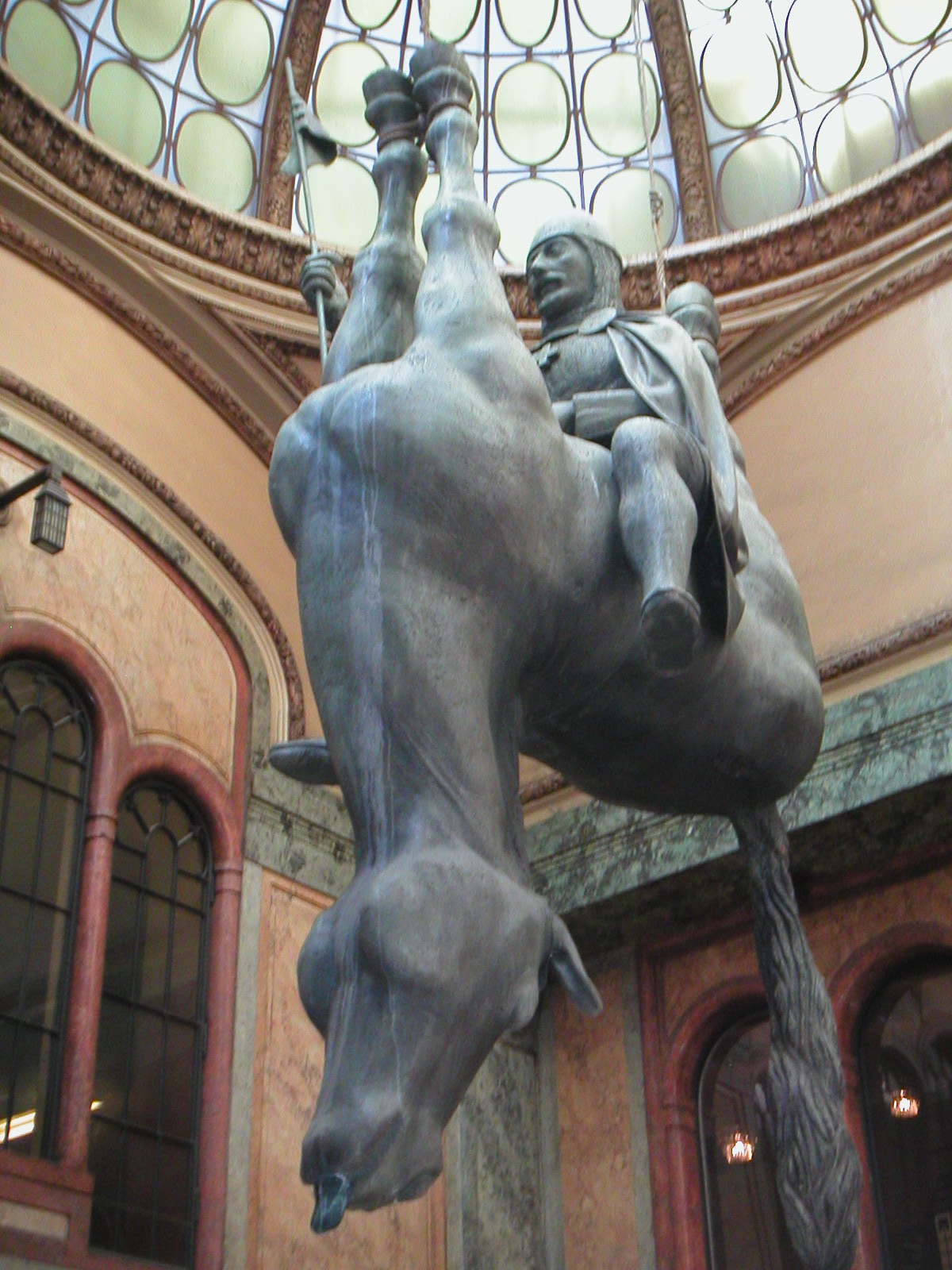
Скульптура «Кінь». 1999

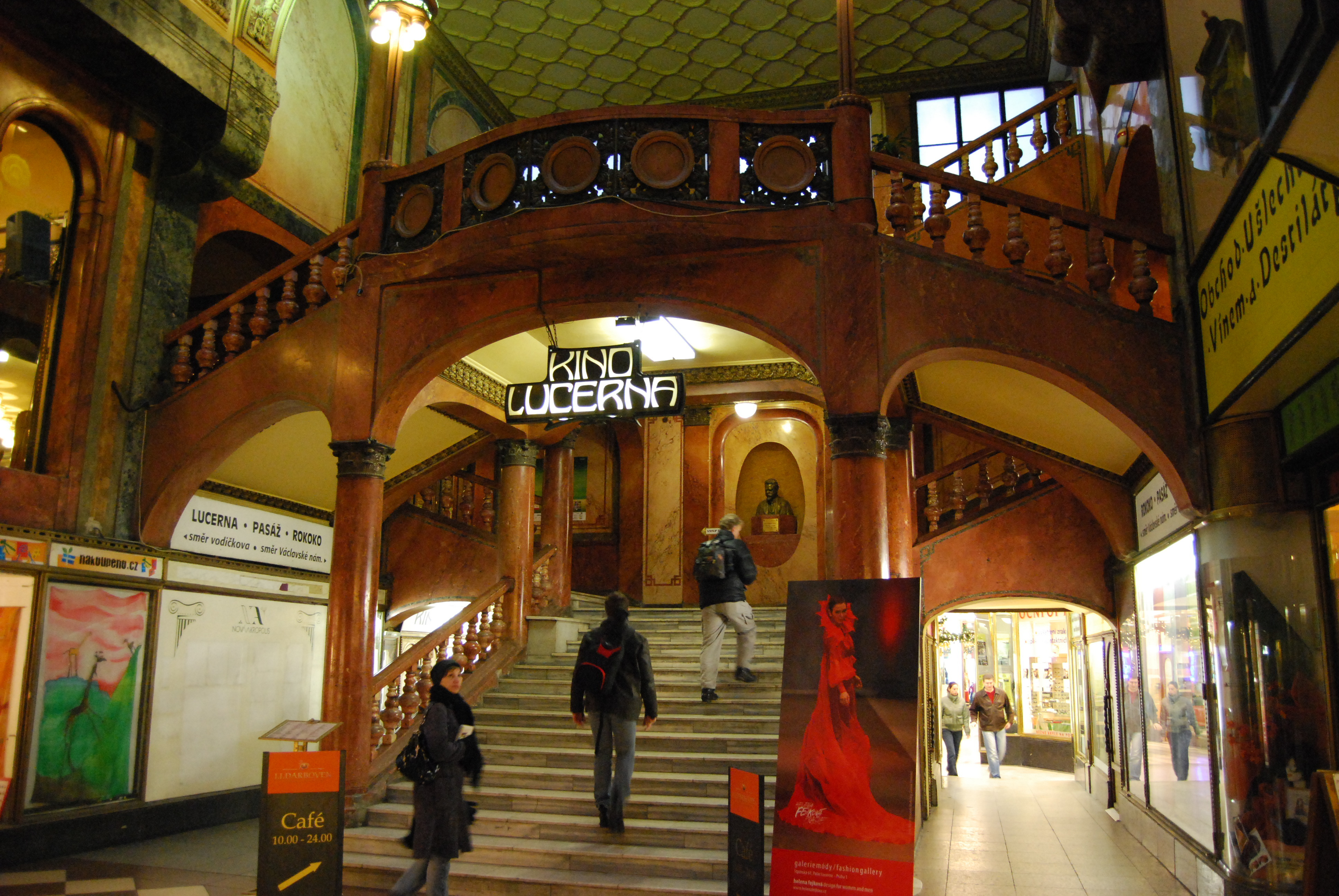
Вхід до кінотеатру

Під час будівництва палацу використовувалися цегла, залізобетон та скло. На той час це була унікальна споруда, адже це була одна з перших залізобетонних будівель у Празі з дуже оригінальним скляним дахом. Загальний архітектурний дизайн має риси пізнього модерну та початків модернізму.
В палаці Люцерна розміщені Великий зал, кіно Люцерна, крамниці та музичний бар. Тут працює також рідкісний підйомний пристрій — патерностер.

## Пасаж
Через палац веде прохід з крамницями, який з боку Водичкової вулиці розгалужується перед входом до кінотеатру Люцерна, де висить провокаційна скульптура Давида Черного — «Кінь» (чеськ. «Kůň», 1999). Скульптура зображає святого Вацлава, що сидить на животі мертвого коня і зроблена з піни, але так, що нагадує патиновану бронзу.

## Великий зал Люцерни

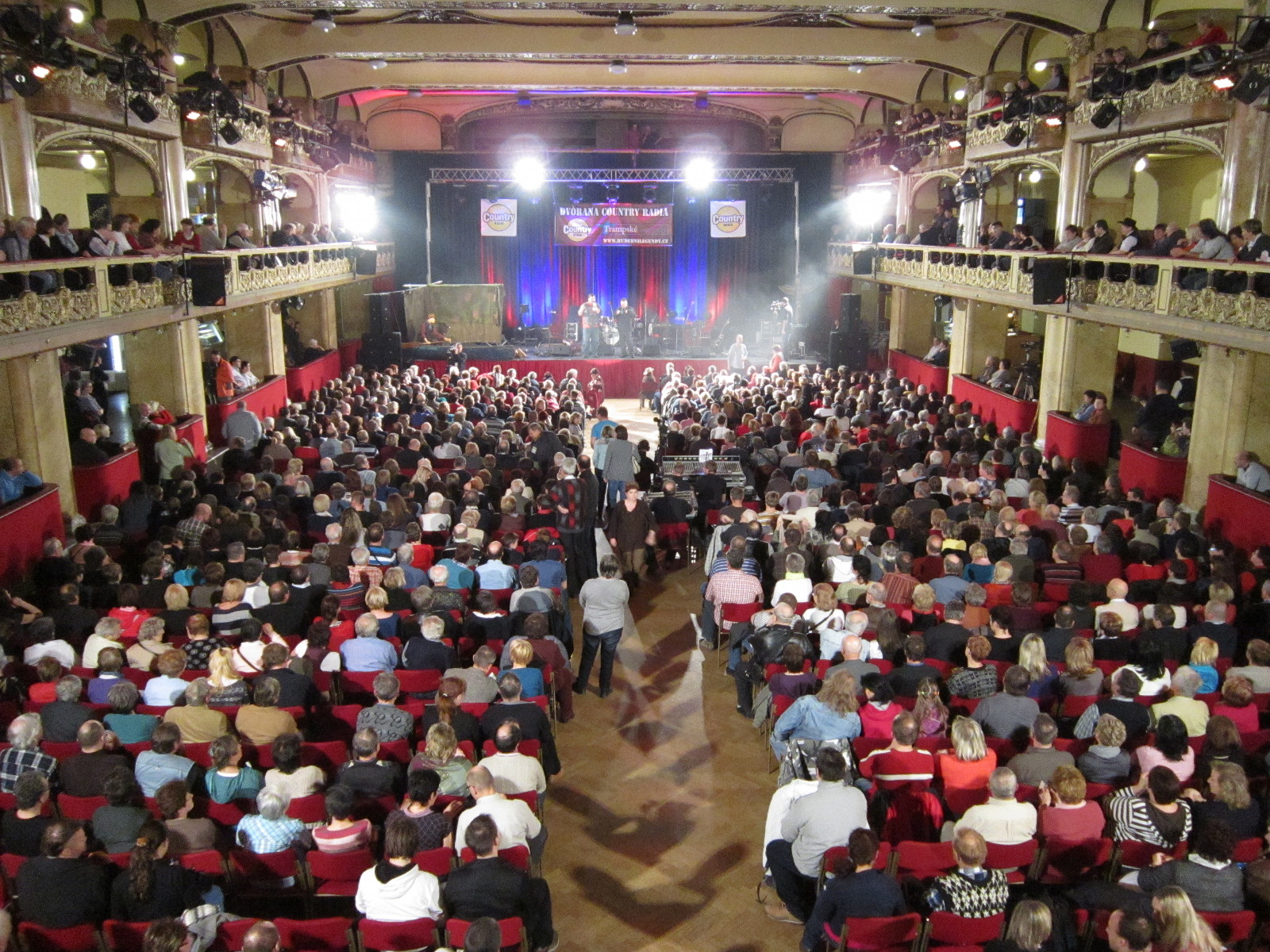
Великий зал Люцерни. 2013

Основою комплексу палацу Люцерна є великий зал, який має 54 метри довжини, 25,5 метрів ширини і 9 метрів висоти. Великий зал займає три підземні поверхи і вміщує приблизно 2500 стоячих глядачів та 1500 глядачів, що сидять. Тут відбуваються випускні бали, концерти, конференції, танцювальні змагання тощо.